# Sport Club Fortuna Köln 2013-2014
Questa voce raccoglie le informazioni riguardanti lo Sport Club Fortuna Köln nelle competizioni ufficiali della stagione 2013-2014.

## Stagione
Nella stagione 2013-2014 il Fortuna Colonia, allenato da Uwe Koschinat, concluse il campionato di Regionalliga ovest al 1º posto, vinse gli spareggi promozione contro il Bayern Monaco II e fu promosso in 3. Liga. In Coppa di Germania il Fortuna Colonia fu eliminato al primo turno dal Magonza.

## Rosa
| N. |                     | Ruolo | Calciatore           |
| -- | ------------------- | ----- | -------------------- |
| 1  | Germania (bandiera) | P     | André Poggenborg     |
| 2  | Germania (bandiera) | D     | Tobias Fink          |
| 3  | Germania (bandiera) | D     | Daniel Flottmann     |
| 5  | Germania (bandiera) | C     | Markus Pazurek       |
| 6  | Germania (bandiera) | C     | Oliver Laux          |
| 7  | Germania (bandiera) | C     | Michael Kessel       |
| 8  | Germania (bandiera) | C     | Frederic Brill       |
| 9  | Turchia (bandiera)  | A     | Ercan Aydogmus       |
| 10 | Germania (bandiera) | A     | Thiemo-Jérôme Kialka |
| 11 | Germania (bandiera) | C     | Tobias Steffen       |
| 12 | Germania (bandiera) | P     | Alexander Monath     |
| 14 | Germania (bandiera) | C     | Albert Streit        |
| 15 | Germania (bandiera) | A     | Marko Stojanovic     |

| N. |                      | Ruolo | Calciatore            |
| -- | -------------------- | ----- | --------------------- |
| 16 | Ghana (bandiera)     | D     | Kusi Kwame            |
| 17 | Croazia (bandiera)   | C     | Stipe Batarilo-Cerdic |
| 19 | Turchia (bandiera)   | C     | Ozan Yılmaz           |
| 20 | Irlanda (bandiera)   | D     | Milo McCormick        |
| 21 | Germania (bandiera)  | P     | Pascal Wichmann       |
| 22 | Germania (bandiera)  | D     | Florian Hörnig        |
| 23 | Germania (bandiera)  | D     | Jan-André Sievers     |
| 24 | Germania (bandiera)  | D     | Sebastian Zinke       |
| 27 | Germania (bandiera)  | D     | Nils Dübbert          |
| 30 | Tunisia (bandiera)   | C     | Hamdi Dahmani         |
| 31 | Germania (bandiera)  | C     | Thomas Kraus          |
| 34 | Danimarca (bandiera) | C     | Kristoffer Andersen   |

## Organigramma societario
Area tecnica
- Allenatore: Uwe Koschinat
- Allenatore in seconda: Massimo Cannizzaro
- Preparatore dei portieri: Michael Hafkemeyer
- Preparatori atletici:
- Analisi video:

## Calciomercato

### Sessione estiva
| Acquisti | Acquisti        | Acquisti            | Acquisti |
| R.       | Nome            | da                  | Modalità |
| -------- | --------------- | ------------------- | -------- |
| A        | Ercan Aydogmus  | Viktoria Colonia    |          |
| C        | Frederic Brill  | FSV Francoforte     |          |
| D        | Nils Dübbert    | Fortuna Colonia U19 |          |
| D        | Florian Hörnig  | Chemnitz            |          |
| D        | Kusi Kwame      | Neumünster          |          |
| D        | Milo McCormick  | Fortuna Colonia U19 |          |
| C        | Markus Pazurek  | Saarbrücken         |          |
| A        | Manuel Rasp     | Verl                |          |
| C        | Tobias Steffen  | Bayer Leverkusen    |          |
| P        | Pascal Wichmann | Fortuna Colonia U19 |          |

| Cessioni | Cessioni         | Cessioni             | Cessioni |
| R.       | Nome             | a                    | Modalità |
| -------- | ---------------- | -------------------- | -------- |
| P        | Nicolas Clever   | SF Troisdorf 05      |          |
| C        | Alexander Ende   | Ingolstadt 04        |          |
| C        | Maurice Kühn     | Erkenschwick         |          |
| C        | Michael Lejan    | Alemannia Aquisgrana |          |
| A        | Fabian Montabell | Sportfreunde Lotte   |          |
| A        | Steffen Moritz   | SV Rot-Weiss Hadamar |          |
| C        | Lukas Nottbeck   | Viktoria Colonia     |          |
| C        | Silvio Pagano    | Viktoria Colonia     |          |
| D        | Eric Schaaf      | VfR Mannheim         |          |

### Sessione invernale
| Acquisti | Acquisti      | Acquisti         | Acquisti |
| R.       | Nome          | da               | Modalità |
| -------- | ------------- | ---------------- | -------- |
| C        | Albert Streit | Viktoria Colonia |          |

| Cessioni | Cessioni          | Cessioni          | Cessioni |
| R.       | Nome              | a                 | Modalità |
| -------- | ----------------- | ----------------- | -------- |
| A        | Manuel Rasp       | Verl              |          |
| A        | Kushtrim Lushtaku | Eintracht Treviri |          |

## Risultati

### Regionalliga

#### Girone di andata
| Arbitro: | Stegemann |

|          |           |                                     |
| Laux 54’ | Marcatori | 19’ García 40’ Sangaré 49’ Krasniqi |

| Arbitro: | Glasmacher |

|            |           |           |
| Bauder 72’ | Marcatori | 33’ Kraus |

| Arbitro: | Siewer |

|                               |           |  |
| Kraus 74’ Batarilo-Cerdic 90’ | Marcatori |  |

| Arbitro: | Schmitz |

|             |           |                          |
| Boztepe 62’ | Marcatori | 6’, 72’ Kraus 25’ Yılmaz |

| Arbitro: | Bläser |

|                                |           |             |
| Aydogmus 60’ Yılmaz 74’ (rig.) | Marcatori | 41’ Enzmann |

| Arbitro: | Wollenweber |

|                |           |                        |
| Schumacher 46’ | Marcatori | 4’ Hörnig 83’ Aydogmus |

| 13 settembre 2013 7ª giornata |  | – turno di riposo |  |  |

| Arbitro: | Waschitzki-Günther |

|                                                         |           |               |
| Kessel 17’ Plucinski 27’ (aut.) Aydogmus 56’ Yılmaz 73’ | Marcatori | 16’ Plucinski |

| Arbitro: | Sevinc |

|           |           |                                   |
| Maier 30’ | Marcatori | 39’ Hörnig 75’ Aydogmus 83’ Kraus |

| Arbitro: | Visse |

|                                             |           |  |
| Laux 45’ Steffen 69’, 79’ Aydogmus 78’, 87’ | Marcatori |  |

| Arbitro: | Glasmacher |

|  |           |                                                 |
|  | Marcatori | 10’ Steffen 20’ Andersen 45’ Yılmaz 52’ Pazurek |

| Arbitro: | Schmitz |

|                   |           |                             |
| Yılmaz 33’ (rig.) | Marcatori | 15’ Kotuljac 19’ Freiberger |

| Arbitro: | Schäfer |

|             |           |             |
| Kadiata 90’ | Marcatori | 56’ Steffen |

| Arbitro: | Frömel |

|                                        |           |           |
| Aydogmus 4’, 66’ Kraus 12’ Steffen 48’ | Marcatori | 3’ Kreyer |

| Arbitro: | Wollenweber |

|  |           |              |
|  | Marcatori | 82’ Aydogmus |

| Arbitro: | Siewer |

|                                             |           |                       |
| Aydogmus 41’, 83’ Steffen 59’ Flottmann 78’ | Marcatori | 16’ Müller 29’ Candan |

| Arbitro: | Visse |

|  |           |                         |
|  | Marcatori | 54’ Kessel 90’ Aydogmus |

| Arbitro: | Steffens |

|                               |           |                      |
| Aydogmus 30’, 80’ Sievers 36’ | Marcatori | 16’ Narey 34’ Hirsch |

| Arbitro: | Schäfer |

|                            |           |                  |
| Hofrath 45’ Fejzullahu 83’ | Marcatori | 72’, 90’ Steffen |

#### Girone di ritorno
| Arbitro: | Bandurski |

|             |           |                          |
| Moslehe 90’ | Marcatori | 4’ Kraus 23’, 52’ Streit |

| Arbitro: | Siewer |

|  |           |                      |
|  | Marcatori | 57’ Nowak 84’ Jansen |

| Arbitro: | Rott |

|  |           |                        |
|  | Marcatori | 56’ Kraus 73’ Aydogmus |

| Arbitro: | Brüggemann |

|                                           |           |           |
| Kraus 47’ Aydogmus 70’ (rig.) Dahmani 87’ | Marcatori | 6’ Pozder |

| Arbitro: | Sauer |

|                         |           |            |
| Buckmaier 63’ Ersoy 90’ | Marcatori | 34’ Kialka |

| Arbitro: | Bandurski |

|                                     |           |             |
| Max 12’ (aut.) Kialka 60’ Kraus 73’ | Marcatori | 51’ Caillas |

| 8 marzo 2014 26ª giornata |  | – turno di riposo |  |  |

| Verl 15 marzo 2014, ore 14:00 CET 27ª giornata | Verl      | 0 – 0 referto | Fortuna Colonia | Stadion an der Poststraße (547 spett.)\| Arbitro: \| Stegemann \| |
| Arbitro:                                       | Stegemann |               |                 |                                                                   |

| Arbitro: | Maibaum |

|                             |           |  |
| Kialka 22’, 25’ Dahmani 90’ | Marcatori |  |

| Arbitro: | Schäfer |

|  |           |                        |
|  | Marcatori | 30’ Kialka 59’ Dahmani |

| Arbitro: | Storks |

|                       |           |             |
| Dahmani 10’ Kraus 68’ | Marcatori | 72’ Platzek |

| Arbitro: | Steffens |

|                |           |  |
| Grieneisen 81’ | Marcatori |  |

| Arbitro: | Börner |

|            |           |  |
| Kialka 53’ | Marcatori |  |

| Arbitro: | Heien |

|            |           |          |
| Jansen 76’ | Marcatori | 4’ Kraus |

| Arbitro: | Heinrichs |

|             |           |  |
| Dahmani 77’ | Marcatori |  |

| Arbitro: | Storks |

|                       |           |                   |
| Wunderlich 90’ (rig.) | Marcatori | 62’ (aut.) Reiche |

| Arbitro: | Wollenweber |

|                        |           |                 |
| Kraus 45’ Aydogmus 83’ | Marcatori | 68’, 86’ Wassey |

| Arbitro: | Maibaum |

|                                                |           |             |
| Bouhaddouz 59’ (rig.), 64’ (rig.) Dürholtz 76’ | Marcatori | 69’ Dahmani |

| Arbitro: | Glasmacher |

|                                |           |                   |
| Kessel 81’ (rig.) Aydogmus 87’ | Marcatori | 53’ (rig.) Müller |

### Spareggi promozione
| Arbitro: | Thomsen |

|           |           |  |
| Kraus 87’ | Marcatori |  |

| Arbitro: | Kampka |

|                  |           |          |
| Sallahi 20’, 88’ | Marcatori | 90’ Laux |

### Coppa di Germania
| Arbitro: | Steinhaus-Webb |

|          |           |                              |
| Kraus 6’ | Marcatori | 14’ Müller 87’ Choupo-Moting |

## Statistiche

### Statistiche di squadra
| Competizione        | Punti | In casa | In casa | In casa | In casa | In casa | In casa | In trasferta | In trasferta | In trasferta | In trasferta | In trasferta | In trasferta | Totale | Totale | Totale | Totale | Totale | Totale | DR  |
| Competizione        | Punti | G       | V       | N       | P       | Gf      | Gs      | G            | V            | N            | P            | Gf           | Gs           | G      | V      | N      | P      | Gf     | Gs     | DR  |
| ------------------- | ----- | ------- | ------- | ------- | ------- | ------- | ------- | ------------ | ------------ | ------------ | ------------ | ------------ | ------------ | ------ | ------ | ------ | ------ | ------ | ------ | --- |
| Regionalliga ovest  | 76    | 18      | 14      | 1       | 3       | 43      | 20      | 18           | 9            | 6            | 3            | 30           | 16           | 36     | 23     | 7      | 6      | 73     | 36     | +37 |
| Spareggi promozione | -     | 1       | 1       | 0       | 0       | 1       | 0       | 1            | 0            | 0            | 1            | 1            | 2            | 2      | 1      | 0      | 1      | 2      | 2      | 0   |
| Coppa di Germania   | -     | 1       | 0       | 0       | 1       | 1       | 2       | 0            | 0            | 0            | 0            | 0            | 0            | 1      | 0      | 0      | 1      | 1      | 2      | -1  |
| Totale              | 76    | 20      | 15      | 1       | 4       | 45      | 22      | 19           | 9            | 6            | 4            | 31           | 18           | 39     | 24     | 7      | 8      | 76     | 40     | +36 |

### Andamento in campionato
| Giornata  | 1  | 2  | 3  | 4 | 5 | 6 | 7 | 8 | 9 | 10 | 11 | 12 | 13 | 14 | 15 | 16 | 17 | 18 | 19 | 20 | 21 | 22 | 23 | 24 | 25 | 26 | 27 | 28 | 29 | 30 | 31 | 32 | 33 | 34 | 35 | 36 | 37 | 38 |
| --------- | -- | -- | -- | - | - | - | - | - | - | -- | -- | -- | -- | -- | -- | -- | -- | -- | -- | -- | -- | -- | -- | -- | -- | -- | -- | -- | -- | -- | -- | -- | -- | -- | -- | -- | -- | -- |
| Luogo     | C  | T  | C  | T | C | T |   | C | T | C  | T  | C  | T  | C  | T  | C  | T  | C  | T  | T  | C  | T  | C  | T  | C  |    | T  | C  | T  | C  | T  | C  | T  | C  | T  | C  | T  | C  |
| Risultato | P  | N  | V  | V | V | V |   | V | V | V  | V  | P  | N  | V  | V  | V  | V  | V  | N  | V  | P  | V  | V  | P  | V  |    | N  | V  | V  | V  | P  | V  | N  | V  | N  | N  | P  | V  |
| Posizione | 15 | 13 | 11 | 6 | 5 | 3 | 4 | 2 | 2 | 2  | 2  | 2  | 2  | 2  | 2  | 1  | 1  | 1  | 1  | 1  | 1  | 1  | 1  | 1  | 1  | 1  | 1  | 1  | 1  | 1  | 1  | 1  | 1  | 1  | 1  | 1  | 1  | 1  |

Legenda:

Luogo: C = Casa; T = Trasferta. Risultato: V = Vittoria; N = Pareggio; P = Sconfitta.

### Statistiche dei giocatori
| Giocatore          | Spareggi promozione | Spareggi promozione | Spareggi promozione | Spareggi promozione | Regionalliga ovest | Regionalliga ovest | Regionalliga ovest | Regionalliga ovest | Coppa di Germania | Coppa di Germania | Coppa di Germania | Coppa di Germania | Totale   | Totale | Totale      | Totale     |
| Giocatore          | Presenze            | Reti                | Ammonizioni         | Espulsioni          | Presenze           | Reti               | Ammonizioni        | Espulsioni         | Presenze          | Reti              | Ammonizioni       | Espulsioni        | Presenze | Reti   | Ammonizioni | Espulsioni |
| ------------------ | ------------------- | ------------------- | ------------------- | ------------------- | ------------------ | ------------------ | ------------------ | ------------------ | ----------------- | ----------------- | ----------------- | ----------------- | -------- | ------ | ----------- | ---------- |
| K. Andersen        | 2                   | 0                   | 0                   | 1                   | 24                 | 1                  | 6                  | 2                  | 0                 | 0                 | 0                 | 0                 | 26       | 1      | 6           | 3          |
| E. Aydogmus        | 2                   | 0                   | 1                   | 0                   | 32                 | 18                 | 1                  | 0                  | 1                 | 0                 | 0                 | 0                 | 35       | 18     | 2           | 0          |
| S. Batarilo-Cerdic | 0                   | 0                   | 0                   | 0                   | 13                 | 1                  | 0                  | 0                  | 0                 | 0                 | 0                 | 0                 | 13       | 1      | 0           | 0          |
| F. Brill           | 0                   | 0                   | 0                   | 0                   | 15                 | 0                  | 0                  | 0                  | 0                 | 0                 | 0                 | 0                 | 15       | 0      | 0           | 0          |
| H. Dahmani         | 2                   | 0                   | 1                   | 0                   | 15                 | 6                  | 1                  | 0                  | 0                 | 0                 | 0                 | 0                 | 17       | 6      | 2           | 0          |
| N. Dübbert         | 1                   | 0                   | 0                   | 0                   | 1                  | 0                  | 0                  | 0                  | 0                 | 0                 | 0                 | 0                 | 2        | 0      | 0           | 0          |
| T. Fink            | 0                   | 0                   | 0                   | 0                   | 20                 | 0                  | 1                  | 0                  | 1                 | 0                 | 0                 | 0                 | 21       | 0      | 1           | 0          |
| D. Flottmann       | 0                   | 0                   | 0                   | 0                   | 31                 | 1                  | 5                  | 0                  | 1                 | 0                 | 0                 | 0                 | 32       | 1      | 5           | 0          |
| F. Hörnig          | 2                   | 0                   | 1                   | 0                   | 31                 | 2                  | 6                  | 0                  | 1                 | 0                 | 0                 | 0                 | 34       | 2      | 7           | 0          |
| M. Kessel          | 2                   | 0                   | 0                   | 0                   | 17                 | 3                  | 1                  | 0                  | 1                 | 0                 | 0                 | 0                 | 20       | 3      | 1           | 0          |
| T. Kialka          | 2                   | 0                   | 0                   | 0                   | 30                 | 6                  | 4                  | 0                  | 1                 | 0                 | 1                 | 0                 | 33       | 6      | 5           | 0          |
| T. Kraus           | 2                   | 1                   | 0                   | 0                   | 36                 | 13                 | 4                  | 0                  | 1                 | 1                 | 0                 | 0                 | 39       | 15     | 4           | 0          |
| K. Kwame           | 1                   | 0                   | 0                   | 0                   | 19                 | 0                  | 0                  | 0                  | 0                 | 0                 | 0                 | 0                 | 20       | 0      | 0           | 0          |
| O. Laux            | 2                   | 1                   | 0                   | 0                   | 28                 | 2                  | 3                  | 0                  | 1                 | 0                 | 0                 | 0                 | 31       | 3      | 3           | 0          |
| K. Lushtaku        | 0                   | 0                   | 0                   | 0                   | 6                  | 0                  | 3                  | 0                  | 1                 | 0                 | 0                 | 0                 | 7        | 0      | 3           | 0          |
| M. McCormick       | 0                   | 0                   | 0                   | 0                   | 0                  | 0                  | 0                  | 0                  | 0                 | 0                 | 0                 | 0                 | 0        | 0      | 0           | 0          |
| A. Monath          | 0                   | 0                   | 0                   | 0                   | 2                  | 0                  | 1                  | 0                  | 0                 | 0                 | 0                 | 0                 | 2        | 0      | 1           | 0          |
| M. Pazurek         | 2                   | 0                   | 1                   | 0                   | 26                 | 1                  | 3                  | 0                  | 0                 | 0                 | 0                 | 0                 | 28       | 1      | 4           | 0          |
| A. Poggenborg      | 2                   | 0                   | 0                   | 0                   | 35                 | 0                  | 0                  | 0                  | 1                 | 0                 | 0                 | 0                 | 38       | 0      | 0           | 0          |
| M. Rasp            | 0                   | 0                   | 0                   | 0                   | 1                  | 0                  | 0                  | 0                  | 0                 | 0                 | 0                 | 0                 | 1        | 0      | 0           | 0          |
| J. Sievers         | 2                   | 0                   | 1                   | 0                   | 35                 | 1                  | 7                  | 0                  | 1                 | 0                 | 0                 | 0                 | 38       | 1      | 8           | 0          |
| T. Steffen         | 2                   | 0                   | 1                   | 0                   | 29                 | 8                  | 2                  | 0                  | 1                 | 0                 | 0                 | 0                 | 32       | 8      | 3           | 0          |
| M. Stojanovic      | 0                   | 0                   | 0                   | 0                   | 4                  | 0                  | 1                  | 0                  | 0                 | 0                 | 0                 | 0                 | 4        | 0      | 1           | 0          |
| A. Streit          | 0                   | 0                   | 0                   | 0                   | 6                  | 2                  | 0                  | 0                  | 0                 | 0                 | 0                 | 0                 | 6        | 2      | 0           | 0          |
| P. Wichmann        | 0                   | 0                   | 0                   | 0                   | 0                  | 0                  | 0                  | 0                  | 0                 | 0                 | 0                 | 0                 | 0        | 0      | 0           | 0          |
| O. Yılmaz          | 0                   | 0                   | 0                   | 0                   | 13                 | 5                  | 3                  | 0                  | 1                 | 0                 | 0                 | 0                 | 14       | 5      | 3           | 0          |
| S. Zinke           | 2                   | 0                   | 0                   | 0                   | 33                 | 0                  | 9                  | 0                  | 1                 | 0                 | 1                 | 0                 | 36       | 0      | 10          | 0          |